# Samuel Cooper (général)
Samuel Cooper (12 juin 1798 – 3 décembre 1876) est un officier de carrière dans l'United States Army, servant durant la seconde guerre séminole et la guerre américano-mexicaine.
Bien que peu connu aujourd'hui, Cooper était techniquement l'officier général le plus haut gradé de l'armée des États confédérés pendant toute la durée de la guerre civile américaine, devançant même Robert E. Lee. Après le conflit, Cooper est resté en Virginie en tant que fermier.

## Jeunesse et carrière
Samuel Cooper est né à New Hackensack, dans le comté de Dutchess, dans l'État de New York,,. Il est le fils de Samuel Cooper et de son épouse Mary Horton. En 1813, il entre à l'Académie militaire des États-Unis à l'âge de 15 ans. Deux ans plus tard, il obtient le 36e diplôme d'une classe de 40 élèves (durée normale des études à l'époque). Il est nommé sous-lieutenant (second lieutenant) breveté de l'artillerie légère américaine le 11 décembre 1815. Il est promu premier lieutenant (first lieutenant) en 1821 et capitaine (captain) en 1836.
En 1827, Cooper épouse Sarah Maria Mason, devenant ainsi le beau-frère du futur diplomate confédéré James M. Mason. La sœur de Sarah, Ann Maria Mason, était la mère du général de cavalerie confédéré Fitzhugh Lee, neveu de Robert E. Lee, tandis que son frère John Mason était le gendre du général Alexander Macomb. Cooper sert d'aide de camp au général Macomb de 1828 à 1836 et, sous sa supervision, rédige un système concis d'instructions et de règlements pour la milice et les volontaires des États-Unis.

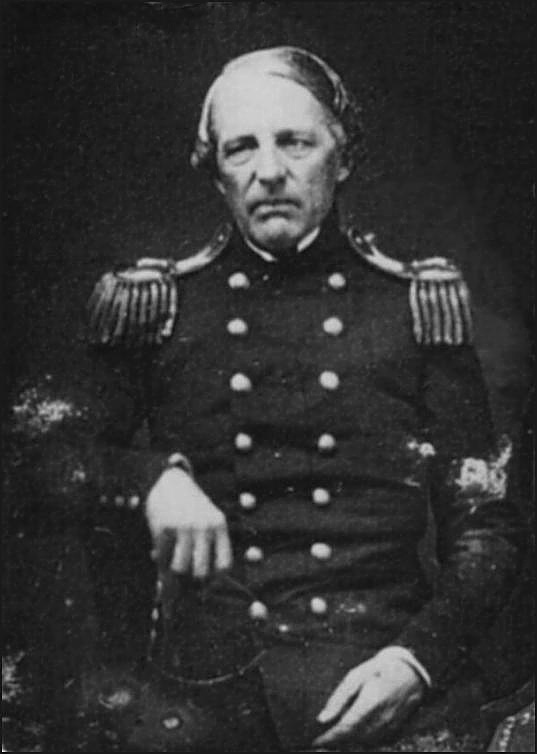
Cooper dans l'armée américaine

Cooper sert dans de nombreuses unités d'artillerie jusqu'en 1837, date à laquelle il est nommé greffier en chef du ministère américain de la Guerre (United States Department of War). En 1838, il est promu major et nommé assistant de l'adjudant-général de l'Armée. Neuf ans plus tard, il occupe la même fonction avec un brevet de lieutenant-colonel.
Le service de Cooper lors de la deuxième guerre séminole de 1841-42 fut pour lui un rare départ de Washington, D.C. Il était chef d'état-major du colonel William J. Worth. Après la fin des hostilités, il reprit ses fonctions à Washington de 1842 à 1845[8]. Cooper reçut un brevet de colonel le 30 mai 1848 pour son service au département de la Guerre des États-Unis (United States Department of War) pendant la guerre américano-mexicaine, et fut promu au grade permanent de colonel dans l'armée régulière (Regular Army) et nommé adjudant-général de l'Armée le 15 juillet 1852. Cooper fut également très brièvement secrétaire américain à la Guerre (U.S. Secretary of War) par intérim en 1857.
Cooper était également propriétaire d'esclaves : lors du recensement de 1850, il asservissait six personnes. Le 5 février 1857, sa fille Sarah Maria Mason Cooper (4 août 1836 - 15 décembre 1858) épouse Frank Wheaton, qui deviendra général de l'armée américaine (Union Army) lors de la prochaine guerre. Ils ont un enfant, Sarah Maria Cooper Wheaton, en 1858.

## Service pendant la guerre civile américaine
Cooper rejoint la Confédération au début de la guerre de Sécession. La famille de sa femme était originaire de Virginie et il était très ami avec Jefferson Davis, qui avait également été secrétaire américain à la Guerre. L'un de ses derniers actes officiels en tant qu'adjudant-général de l'armée américaine (U.S. Army) fut de signer une ordonnance renvoyant le brigadier général (général de brigade) David E. Twiggs de l'armée. Cet ordre est daté du 1er mars 1861 et Cooper démissionne six jours plus tard. Il se rend à Montgomery (Alabama), alors capitale de la Confédération, pour rejoindre l'armée confédérée.
Dès son arrivée à Montgomery, Cooper est nommé général de brigade le 16 mars 1861 et occupe les fonctions d'adjudant général et d'inspecteur général de l'armée confédérée, poste qu'il conserve jusqu'à la fin de la guerre. Cooper, fort de ses années d'expérience en tant qu'adjudant général de l'armée américaine, apporte au jeune département de la guerre confédéré l'organisation et les connaissances dont il a tant besoin.
Le 16 mai 1861, Cooper est promu général de l'armée confédérée : il est l'un des cinq hommes promus à ce grade à l'époque et l'un des sept seulement pendant la guerre, mais c'est lui qui a reçu le grade le plus tôt. Ainsi, malgré sa relative obscurité aujourd'hui, il devança les confédérés mieux connus Albert Sidney Johnston, Robert E. Lee, Joseph E. Johnston et Pierre Gustave Toutant de Beauregard. Cooper rendit compte directement au président confédéré Jefferson Davis. À la fin de la guerre, en 1865, Cooper se rendit et fut libéré sur parole le 3 mai à Charlotte, en Caroline du Nord.
Alors qu'elles construisent des défenses près de Washington, les forces de l'Union démolissent sa maison et utilisent ses briques pour construire un fort surnommé "Traitor's Hill" (la colline du traître) en déshonneur de Cooper.

## La vie après la guerre
Le dernier acte officiel de Cooper fut de préserver les archives officielles de l'armée confédérée et de les remettre intactes au gouvernement des États-Unis, où elles font partie des Official Records, The War of the Rebellion : a Compilation of the Official Records of the Union and Confederate Armies (Archives officielles, la guerre de la rébellion : une compilation des archives officielles des armées de l'Union et de la Confédération), publiées à partir de 1880. Les historiens militaires ont beaucoup apprécié cette action de Cooper et l'historien Ezra J. Warner a estimé qu'en agissant de la sorte, Cooper "apportait une contribution inestimable à l'histoire de la période".
Après la guerre, Cooper est agriculteur chez lui, à Cameron, près d'Alexandria, en Virginie. Sa maison avait été reprise par le gouvernement américain pendant la guerre et transformée en fort, mais il avait pu s'installer dans ce qui avait été la maison d'un surveillant. En raison de son âge, Cooper ne gagnait que très peu d'argent. Le 4 août 1870, Robert E. Lee, au nom d'autres anciens Confédérés, envoya 300 dollars à Cooper. Il lui écrit : "Je n'ai pu ajouter que 100 dollars à cette somme, mais j'espère qu'elle vous permettra de subvenir à un besoin immédiat et vous évitera de trop solliciter vos forces".
Samuel Cooper meurt à son domicile en 1876 et est enterré au cimetière épiscopal Christ Church d'Alexandria.

## Œuvres choisies
- A Concise System of Instructions and Regulations for the Militia and Volunteers of the United States, Comprehending the Exercises and Movements of the Infantry, Light Infantry, and Riflemen; Cavalry and Artillery: Together with the manner of doing duty in Garrison and in Camp, and for the forms of Parades, Reviews, and Inspections, as established... for the government of the Regular Army, Philadelphia, Robert P. Desilver, 1836 (lire en ligne). Préparé et organisé par le Brevet Captain S. Cooper, aide de camp et assistant Adjudant-general. Sous la supervision du Major général, Alexander Macomb, commandant de l'Armée des États-Unis.

## Source
- (en) Cet article est partiellement ou en totalité issu de l’article de Wikipédia en anglais intitulé « Samuel Cooper (general) » (voir la liste des auteurs).